# 荒蕪之地·應許之心
《杂种》（丹麥語：Bastarden）是2023年上映的史诗剧情片，改编自伊达·杰森的小说《上尉与安·芭芭拉》（Kaptajnen og Ann Barbara），由丹麦、德国及瑞典三国联合制作。电影由尼科萊·阿爾賽执导、阿尔赛与安德斯·托马斯·詹森编剧，麦斯·米科尔森、阿曼達·科林和西蒙·本内比约联袂主演。
电影于2023年8月31日在第80届威尼斯影展上全球首映，并入选争夺金狮奖的主竞赛单元。代表丹麦角逐第96届奥斯卡金像奖最佳国际影片奖，並獲得奧斯卡最佳國際電影15強。

## 梗概
1755年，服役25年的軍官路德维希·卡伦返回丹麥，並向國家要求前往日德兰荒原開墾，並要求殖民地建立成功後，能獲賞封爵，於是奉国王弗雷德里克五世之命在当地开荒，以期实现名利双收。然而开荒大计启动没多久，卡伦就与残酷无情的地主弗雷德里克·德辛克尔结怨。德辛克尔一直认为自己是日德兰唯一的领主，拒绝承認此地為國王所有。
后来德辛克尔的一名佃農带着妻子安·芭芭拉逃难，因故而得以在卡伦处寻求庇护，德辛克尔用尽一切办法赶走卡伦。卡伦非但不臣服，而且冒着生命代价参与一场不平等的战斗。

## 演员
- 麦斯·米科尔森 饰 路德维希·卡伦（Ludvig Kahlen）
- 阿曼達·科林 饰 安·芭芭拉（Ann Barbara）
- 西蒙·本内比约（Simon Bennebjerg）饰 弗雷德里克·德辛克尔（Frederik de Schinkel）
- 梅琳娜·哈格伯格（Melina Hagberg）饰 安麦·穆斯（Anmai Mus）
- 克里斯汀·库贾斯·索普（Kristine Kujath Thorp）饰 艾达·海伦娜（Edel Helene）
- 古斯塔夫·林德（英语：Gustav Lindh） 饰 安东·埃克伦德（Anton Eklund）
- 莫滕·希·安德森（Morten Hee Andersen）饰 约翰尼斯·埃尔克森（Johannes Eriksen）
- 托马斯·W·加布里埃尔森（英语：Thomas W. Gabrielsson） 饰 邦多（Bondo）
- 马格努斯·克雷珀（英语：Magnus Krepper） 饰 赫克托（Hector）
- 索伦·马尔林（英语：Søren Malling） 饰 保利（Paulli）
- 莫滕·布里安（Morten Burian）饰 劳恩费尔特（Lauenfeldt）
- 雅各布·洛曼（Jacob Lohmann）饰 特拉波（Trappaud）
- 奥拉夫·霍加德（Olaf Højgaard）饰 普赖斯勒（Preisler）
- 菲利克斯·克莱默（Felix Kramer）

参考：

## 制作
主体拍摄于2022年9月5日启动，同年11月初杀青。取景地包括德国、瑞典和捷克布拉格。

## 发行
电影于2023年8月31日在第80屆威尼斯影展首映，2023年9月7日在第48届多伦多国际电影节放映，受邀在2023年10月第28届釜山国际电影节“世界电影”单元放映。
电影于2023年10月5日在丹麦院线上映。

## 反响

### 专业评价
根据評論匯總网站爛番茄汇总的17篇评论文章，88%的评论家给予该作正面评价，平均打分为6.8分（满分10分）。在Metacritic上，根據9位影評人給予74分（滿分100分），這部電影獲得了「普遍好評」。

### 奖项
| 年份 | 大奖             | 奖项   | 获得者   | 结果 | 参考   |
| ---- | ---------------- | ------ | -------- | ---- | ------ |
| 2023 | 第80屆威尼斯影展 | 金獅獎 | 《恶棍》 | 提名 | [ 21 ] |